# Johannes Bosschaert

Bloemenmandje. Parijs, Louvre.

Johannes Bosschaert (Middelburg, ca. 1610 – Dordrecht, 1628/1629 of later) was een Nederlands kunstschilder behorend tot de Utrechtse School.
Hij was een zoon van Ambrosius Bosschaert de Oude, wiens manier van schilderen hij voortzette, zowel in stijl als in onderwerpkeuze: bloemstillevens in een nis of in een vensteropening, vaak met een vlinder. Hij is ook beïnvloed door Roelant Savery, een goede vriend van zijn vader.
Zijn broers Ambrosius en Abraham werkten in hetzelfde genre, evenals hun door hun vader opgeleide oom Balthasar van der Ast.
In 1623 werd Johannes Bosschaert toegelaten tot het Sint-Lucasgilde van Haarlem. In november 1626 werd hij lid van het Sint-Lucasgilde te Dordrecht.